# Pajares de la Laguna (kommunhuvudort)
Pajares de la Laguna är en kommunhuvudort i Spanien. Den ligger i provinsen Provincia de Salamanca och regionen Kastilien och Leon, i den centrala delen av landet, 170 km väster om huvudstaden Madrid. Pajares de la Laguna ligger 828 meter över havet och antalet invånare är 146.
Terrängen runt Pajares de la Laguna är platt. Runt Pajares de la Laguna är det glesbefolkat, med 12 invånare per kvadratkilometer. Närmaste större samhälle är Salamanca, 18,5 km sydväst om Pajares de la Laguna. Trakten runt Pajares de la Laguna består till största delen av jordbruksmark.